# Eleições legislativas portuguesas de 1983 no distrito de Beja
| Eleições legislativas portuguesas de 1983 Distritos: Aveiro \| Beja \| Braga \| Bragança \| Castelo Branco \| Coimbra \| Évora \| Faro \| Guarda \| Leiria \| Lisboa \| Portalegre \| Porto \| Santarém \| Setúbal \| Viana do Castelo \| Vila Real \| Viseu \| Açores \| Madeira \| Estrangeiro |

## Resultados por Concelho
Os resultados nos concelhos do Distrito de Beja foram os seguintes:

### Aljustrel
| Partido                 | Partido                   | Votos | %               | +/-  |
| ----------------------- | ------------------------- | ----- | --------------- | ---- |
|                         | Aliança Povo Unido        | 4 806 | 57,09 / 100,00  | 1,55 |
|                         | Partido Socialista        | 2 341 | 27,81 / 100,00  | 6,12 |
|                         | Partido Social Democrata  | 644   | 7,65 / 100,00   | -    |
|                         | Centro Democrático Social | 197   | 2,34 / 100,00   | -    |
|                         | União Democrática Popular | 104   | 1,24 / 100,00   | 0,09 |
|                         | Outros                    | 128   | 1,77 / 100,00   |      |
| Votos Inválidos         | Votos Inválidos           | 199   | 2,36 / 100,00   | 0,28 |
| Total                   | Total                     | 8 419 | 100,00 / 100,00 |      |
| Eleitorado/Participação | Eleitorado/Participação   | 9 837 | 85,59 / 100,00  | 4,43 |

### Almodôvar
| Partido                 | Partido                   | Votos | %               | +/-  |
| ----------------------- | ------------------------- | ----- | --------------- | ---- |
|                         | Partido Socialista        | 2 428 | 43,81 / 100,00  | 6,31 |
|                         | Aliança Povo Unido        | 1 631 | 29,43 / 100,00  | 3,64 |
|                         | Partido Social Democrata  | 923   | 16,65 / 100,00  | -    |
|                         | Centro Democrático Social | 170   | 3,07 / 100,00   | -    |
|                         | Outros                    | 144   | 2,60 / 100,00   |      |
| Votos Inválidos         | Votos Inválidos           | 246   | 4,44 / 100,00   | 1,71 |
| Total                   | Total                     | 5 542 | 100,00 / 100,00 |      |
| Eleitorado/Participação | Eleitorado/Participação   | 7 928 | 69,90 / 100,00  | 6,72 |

### Alvito
| Partido                 | Partido                   | Votos | %               | +/-  |
| ----------------------- | ------------------------- | ----- | --------------- | ---- |
|                         | Aliança Povo Unido        | 867   | 45,09 / 100,00  | 2,07 |
|                         | Partido Socialista        | 474   | 24,86 / 100,00  | 7,03 |
|                         | Partido Social Democrata  | 307   | 15,96 / 100,00  | -    |
|                         | Centro Democrático Social | 119   | 6,19 / 100,00   | -    |
|                         | Outros                    | 67    | 3,48 / 100,00   |      |
| Votos Inválidos         | Votos Inválidos           | 85    | 4,42 / 100,00   | 1,62 |
| Total                   | Total                     | 1 923 | 100,00 / 100,00 |      |
| Eleitorado/Participação | Eleitorado/Participação   | 2 280 | 84,34 / 100,00  | 4,71 |

### Barrancos
| Partido                 | Partido                   | Votos | %               | +/-   |
| ----------------------- | ------------------------- | ----- | --------------- | ----- |
|                         | Aliança Povo Unido        | 767   | 58,91 / 100,00  | 20,50 |
|                         | Partido Socialista        | 355   | 27,27 / 100,00  | 9,56  |
|                         | Partido Social Democrata  | 71    | 5,45 / 100,00   | -     |
|                         | Centro Democrático Social | 29    | 2,23 / 100,00   | -     |
|                         | Outros                    | 27    | 2,06 / 100,00   |       |
| Votos Inválidos         | Votos Inválidos           | 53    | 4,07 / 100,00   | 0,36  |
| Total                   | Total                     | 1 302 | 100,00 / 100,00 |       |
| Eleitorado/Participação | Eleitorado/Participação   | 1 747 | 74,53 / 100,00  | 2,37  |

### Beja
| Partido                 | Partido                   | Votos  | %               | +/-  |
| ----------------------- | ------------------------- | ------ | --------------- | ---- |
|                         | Aliança Povo Unido        | 11 558 | 48,67 / 100,00  | 0,71 |
|                         | Partido Socialista        | 6 591  | 27,75 / 100,00  | 7,03 |
|                         | Partido Social Democrata  | 3 020  | 12,72 / 100,00  | -    |
|                         | Centro Democrático Social | 1 235  | 5,20 / 100,00   | -    |
|                         | União Democrática Popular | 316    | 1,33 / 100,00   | 0,66 |
|                         | Outros                    | 380    | 1,60 / 100,00   |      |
| Votos Inválidos         | Votos Inválidos           | 649    | 2,74 / 100,00   | 0,37 |
| Total                   | Total                     | 23 749 | 100,00 / 100,00 |      |
| Eleitorado/Participação | Eleitorado/Participação   | 28 887 | 82,21 / 100,00  | 6,81 |

### Castro Verde
| Partido                 | Partido                   | Votos | %               | +/-  |
| ----------------------- | ------------------------- | ----- | --------------- | ---- |
|                         | Aliança Povo Unido        | 2 534 | 56,97 / 100,00  | 0,36 |
|                         | Partido Socialista        | 1 085 | 24,39 / 100,00  | 8,25 |
|                         | Partido Social Democrata  | 421   | 9,46 / 100,00   | -    |
|                         | Centro Democrático Social | 85    | 1,91 / 100,00   | -    |
|                         | União Democrática Popular | 57    | 1,28 / 100,00   | 0,50 |
|                         | Outros                    | 109   | 2,45 / 100,00   |      |
| Votos Inválidos         | Votos Inválidos           | 157   | 3,53 / 100,00   | 0,75 |
| Total                   | Total                     | 4 448 | 100,00 / 100,00 |      |
| Eleitorado/Participação | Eleitorado/Participação   | 6 034 | 73,72 / 100,00  | 5,01 |

### Cuba
| Partido                 | Partido                   | Votos | %               | +/-  |
| ----------------------- | ------------------------- | ----- | --------------- | ---- |
|                         | Aliança Povo Unido        | 2 303 | 58,56 / 100,00  | 3,06 |
|                         | Partido Socialista        | 869   | 22,10 / 100,00  | 5,54 |
|                         | Partido Social Democrata  | 366   | 9,31 / 100,00   | -    |
|                         | Centro Democrático Social | 187   | 4,75 / 100,00   | -    |
|                         | Outros                    | 88    | 2,23 / 100,00   |      |
| Votos Inválidos         | Votos Inválidos           | 120   | 3,05 / 100,00   | 0,60 |
| Total                   | Total                     | 3 933 | 100,00 / 100,00 |      |
| Eleitorado/Participação | Eleitorado/Participação   | 4 611 | 85,30 / 100,00  | 5,50 |

### Ferreira do Alentejo
| Partido                 | Partido                   | Votos | %               | +/-   |
| ----------------------- | ------------------------- | ----- | --------------- | ----- |
|                         | Aliança Povo Unido        | 3 623 | 50,02 / 100,00  | 2,61  |
|                         | Partido Socialista        | 2 278 | 31,45 / 100,00  | 11,49 |
|                         | Partido Social Democrata  | 735   | 10,15 / 100,00  | -     |
|                         | Centro Democrático Social | 203   | 2,80 / 100,00   | -     |
|                         | Outros                    | 166   | 2,30 / 100,00   |       |
| Votos Inválidos         | Votos Inválidos           | 238   | 3,29 / 100,00   | 0,42  |
| Total                   | Total                     | 7 243 | 100,00 / 100,00 |       |
| Eleitorado/Participação | Eleitorado/Participação   | 8 797 | 82,33 / 100,00  | 5,72  |

### Mértola
| Partido                 | Partido                           | Votos | %               | +/-  |
| ----------------------- | --------------------------------- | ----- | --------------- | ---- |
|                         | Aliança Povo Unido                | 3 898 | 57,21 / 100,00  | 2,07 |
|                         | Partido Socialista                | 1 589 | 23,32 / 100,00  | 7,05 |
|                         | Partido Social Democrata          | 541   | 7,94 / 100,00   | -    |
|                         | Centro Democrático Social         | 242   | 3,55 / 100,00   | -    |
|                         | Liga Socialista dos Trabalhadores | 82    | 1,20 / 100,00   | Novo |
|                         | Outros                            | 145   | 2,13 / 100,00   |      |
| Votos Inválidos         | Votos Inválidos                   | 316   | 4,63 / 100,00   | 1,64 |
| Total                   | Total                             | 6 813 | 100,00 / 100,00 |      |
| Eleitorado/Participação | Eleitorado/Participação           | 9 460 | 72,02 / 100,00  | 6,39 |

### Moura
| Partido                 | Partido                   | Votos  | %               | +/-  |
| ----------------------- | ------------------------- | ------ | --------------- | ---- |
|                         | Aliança Povo Unido        | 5 574  | 48,44 / 100,00  | 3,02 |
|                         | Partido Socialista        | 3 618  | 31,44 / 100,00  | 7,67 |
|                         | Partido Social Democrata  | 949    | 8,25 / 100,00   | -    |
|                         | Centro Democrático Social | 487    | 4,23 / 100,00   | -    |
|                         | Outros                    | 411    | 3,57 / 100,00   |      |
| Votos Inválidos         | Votos Inválidos           | 467    | 4,05 / 100,00   | 0,81 |
| Total                   | Total                     | 11 506 | 100,00 / 100,00 |      |
| Eleitorado/Participação | Eleitorado/Participação   | 15 424 | 74,60 / 100,00  | 6,11 |

### Odemira
| Partido                 | Partido                           | Votos  | %               | +/-  |
| ----------------------- | --------------------------------- | ------ | --------------- | ---- |
|                         | Aliança Povo Unido                | 8 803  | 48,69 / 100,00  | 3,28 |
|                         | Partido Socialista                | 4 718  | 26,10 / 100,00  | 6,42 |
|                         | Partido Social Democrata          | 1 959  | 10,84 / 100,00  | -    |
|                         | Centro Democrático Social         | 967    | 5,35 / 100,00   | -    |
|                         | Liga Socialista dos Trabalhadores | 204    | 1,13 / 100,00   | Novo |
|                         | Outros                            | 549    | 3,04 / 100,00   |      |
| Votos Inválidos         | Votos Inválidos                   | 879    | 4,86 / 100,00   | 1,34 |
| Total                   | Total                             | 18 079 | 100,00 / 100,00 |      |
| Eleitorado/Participação | Eleitorado/Participação           | 23 774 | 76,05 / 100,00  | 6,90 |

### Ourique
| Partido                 | Partido                           | Votos | %               | +/-  |
| ----------------------- | --------------------------------- | ----- | --------------- | ---- |
|                         | Aliança Povo Unido                | 1 957 | 39,99 / 100,00  | 2,91 |
|                         | Partido Social Democrata          | 1 238 | 25,30 / 100,00  | -    |
|                         | Partido Socialista                | 1 212 | 24,77 / 100,00  | 5,52 |
|                         | Centro Democrático Social         | 161   | 3,29 / 100,00   | -    |
|                         | Liga Socialista dos Trabalhadores | 57    | 1,16 / 100,00   | Novo |
|                         | Outros                            | 83    | 1,70 / 100,00   |      |
| Votos Inválidos         | Votos Inválidos                   | 186   | 3,80 / 100,00   | 1,16 |
| Total                   | Total                             | 4 894 | 100,00 / 100,00 |      |
| Eleitorado/Participação | Eleitorado/Participação           | 6 436 | 76,04 / 100,00  | 5,08 |

### Serpa
| Partido                 | Partido                   | Votos  | %               | +/-  |
| ----------------------- | ------------------------- | ------ | --------------- | ---- |
|                         | Aliança Povo Unido        | 6 347  | 49,98 / 100,00  | 1,53 |
|                         | Partido Socialista        | 3 411  | 26,86 / 100,00  | 8,15 |
|                         | Partido Social Democrata  | 1 804  | 14,21 / 100,00  | -    |
|                         | Centro Democrático Social | 459    | 3,61 / 100,00   | -    |
|                         | Outros                    | 301    | 2,37 / 100,00   |      |
| Votos Inválidos         | Votos Inválidos           | 376    | 2,96 / 100,00   | 0,49 |
| Total                   | Total                     | 12 698 | 100,00 / 100,00 |      |
| Eleitorado/Participação | Eleitorado/Participação   | 16 337 | 77,73 / 100,00  | 6,28 |

### Vidigueira
| Partido                 | Partido                   | Votos | %               | +/-  |
| ----------------------- | ------------------------- | ----- | --------------- | ---- |
|                         | Aliança Povo Unido        | 2 318 | 50,21 / 100,00  | 4,43 |
|                         | Partido Socialista        | 1 191 | 25,80 / 100,00  | 1,20 |
|                         | Partido Social Democrata  | 568   | 12,30 / 100,00  | -    |
|                         | Centro Democrático Social | 178   | 3,86 / 100,00   | -    |
|                         | Outros                    | 153   | 3,31 / 100,00   |      |
| Votos Inválidos         | Votos Inválidos           | 209   | 4,53 / 100,00   | 1,32 |
| Total                   | Total                     | 4 617 | 100,00 / 100,00 |      |
| Eleitorado/Participação | Eleitorado/Participação   | 5 879 | 78,53 / 100,00  | 7,37 |